# Treigny-Perreuse-Sainte-Colombe
Treigny-Perreuse-Sainte-Colombe – gmina we Francji, w regionie Burgundia-Franche-Comté, w departamencie Yonne. W 2016 roku liczba ludności wynosiła 1033 mieszkańców. 
Gmina została utworzona 1 stycznia 2019 roku z połączenia dwóch ówczesnych gmin: Sainte-Colombe-sur-Loing oraz Treigny. Siedzibą gminy została miejscowość Treigny. 